# Qazvin (provins)

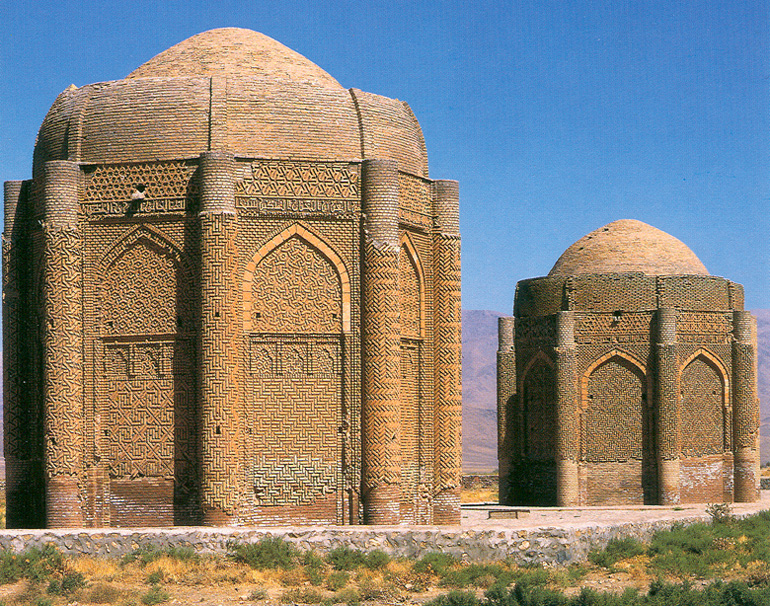
Kharraqantornen från 1000-talet, strax norr om staden Qazvin.

Qazvin (persiska: قَزوین), eller Ostan-e Qazvin (استان قزوین), är en provins (ostan) i norra Iran. Den hade 1 273 761 invånare 2016, på en yta av 15 567 km². Administrativ huvudort är staden Qazvin.

## Administrativ indelning
Provinsen Qazvin var vid folkräkningen 2016 indelad i sex delprovinser (shahrestan), i sin tur indelade på ytterligare administrativa nivåer.
- Abyek
- Alborz
- Avaj
- Buin Zahra
- Qazvin
- Takestan